# Aya Nakamura/Diskografie
Diese Diskografie ist eine Übersicht über die musikalischen Werke der malisch-französischen Contemporary-R&B-Sängerin Aya Nakamura. Den Schallplattenauszeichnungen zufolge hat sie bisher mehr als 12,6 Millionen Tonträger verkauft, davon alleine in ihrer Heimat über 10,6 Millionen. Ihre erfolgreichste Veröffentlichung ist die Single Djadja mit über 1,5 Millionen verkauften Einheiten.

## Studioalben
| Jahr | Titel Musiklabel              | Höchstplatzierung, Gesamtwochen, AuszeichnungChartplatzierungen (Jahr, Titel, Musiklabel, Platzierungen, Wochen, Auszeichnungen, Anmerkungen) | Höchstplatzierung, Gesamtwochen, AuszeichnungChartplatzierungen (Jahr, Titel, Musiklabel, Platzierungen, Wochen, Auszeichnungen, Anmerkungen) | Höchstplatzierung, Gesamtwochen, AuszeichnungChartplatzierungen (Jahr, Titel, Musiklabel, Platzierungen, Wochen, Auszeichnungen, Anmerkungen) | Höchstplatzierung, Gesamtwochen, AuszeichnungChartplatzierungen (Jahr, Titel, Musiklabel, Platzierungen, Wochen, Auszeichnungen, Anmerkungen) | Anmerkungen                                                 |
| Jahr | Titel Musiklabel              | FR | BEW | DE | CH | Anmerkungen                                                 |
| ---- | ----------------------------- | --- | --- | --- | --- | ----------------------------------------------------------- |
| 2017 | Journal intime Rec. 118 (WMG) | FR6 Platin · (100 Wo.)FR | BEW34 (39 Wo.)BEW | — | — | Erstveröffentlichung: 25. August 2017 Verkäufe: + 100.000   |
| 2018 | Nakamura Rec. 118 (WMG)       | FR3 Diamant · (156 Wo.)FR | BEW8 Platin · (260 Wo.)BEW | — | CH20 (49 Wo.)CH | Erstveröffentlichung: 2. November 2018 Verkäufe: + 595.000  |
| 2020 | Aya Rec. 118 (WMG)            | FR2 ×2Doppelplatin · (154 Wo.)FR | BEW2 (113 Wo.)BEW | — | CH8 (15 Wo.)CH | Erstveröffentlichung: 13. November 2020 Verkäufe: + 200.000 |
| 2023 | DNK Rec. 118 (WMG)            | FR1 Platin · (… Wo.)FR | BEW2 (80 Wo.)BEW | — | CH6 (16 Wo.)CH | Erstveröffentlichung: 27. Januar 2023 Verkäufe: + 100.000   |

## Singles

### Als Leadmusikerin
| Jahr | Titel Album                      | Höchstplatzierung, Gesamtwochen, AuszeichnungChartplatzierungen (Jahr, Titel, Album, Platzierungen, Wochen, Auszeichnungen, Anmerkungen) | Höchstplatzierung, Gesamtwochen, AuszeichnungChartplatzierungen (Jahr, Titel, Album, Platzierungen, Wochen, Auszeichnungen, Anmerkungen) | Höchstplatzierung, Gesamtwochen, AuszeichnungChartplatzierungen (Jahr, Titel, Album, Platzierungen, Wochen, Auszeichnungen, Anmerkungen) | Höchstplatzierung, Gesamtwochen, AuszeichnungChartplatzierungen (Jahr, Titel, Album, Platzierungen, Wochen, Auszeichnungen, Anmerkungen) | Anmerkungen                                                                                   |
| Jahr | Titel Album                      | FR | BEW | DE | CH | Anmerkungen                                                                                   |
| --- | -------------------------------- | --- | --- | --- | --- | --------------------------------------------------------------------------------------------- |
| 2016 | Oublier Journal intime           | FR96 (3 Wo.)FR | — | — | — | Erstveröffentlichung: 15. Februar 2016                                                        |
| 2016 | Super héros Journal intime       | FR34 (5 Wo.)FR | — | — | — | Erstveröffentlichung: 2. Juni 2016 feat. Gradur                                               |
| 2017 | Comportement Journal intime      | FR13 Diamant · (40 Wo.)FR | BEW40 (2 Wo.)BEW | — | — | Erstveröffentlichung: 12. Mai 2017 Verkäufe: + 333.333                                        |
| 2017 | Oumou Sangaré Journal intime     | FR116 Gold · (3 Wo.)FR | — | — | — | Erstveröffentlichung: 19. Juni 2017 Verkäufe: + 100.000                                       |
| 2018 | Djadja Nakamura                  | FR1 Diamant · (129 Wo.)FR | BEW16 ×4Vierfachplatin · (37 Wo.)BEW | DE43 Gold · (15 Wo.)DE | CH29 Gold · (57 Wo.)CH | Erstveröffentlichung: 6. April 2018 Verkäufe: + 1.528.333; Remix feat. Loredana oder Maluma   |
| 2018 | Copines Nakamura                 | FR1 Diamant · (43 Wo.)FR | BEW7 Gold · (20 Wo.)BEW | — | CH60 (10 Wo.)CH | Erstveröffentlichung: 24. August 2018 Verkäufe: + 553.333                                     |
| 2018 | La dot Nakamura                  | FR3 Diamant · (51 Wo.)FR | BEW32 (5 Wo.)BEW | — | CH71 (1 Wo.)CH | Erstveröffentlichung: 21. Dezember 2018 Verkäufe: + 333.333                                   |
| 2019 | Pookie Nakamura                  | FR5 Diamant · (99 Wo.)FR | BEW9 ×3Dreifachplatin · (34 Wo.)BEW | — | CH55 (28 Wo.)CH | Erstveröffentlichung: 15. März 2019 Verkäufe: + 683.333; Remix feat. Lil Pump oder Capo Plaza |
| 2019 | Soldat Nakamura                  | FR8 Platin · (18 Wo.)FR | — | — | — | Erstveröffentlichung: 13. September 2019 Verkäufe: + 200.000                                  |
| 2019 | Claqué Nakamura (Deluxe Edition) | FR45 (6 Wo.)FR | — | — | — | Erstveröffentlichung: 25. Oktober 2019                                                        |
| 2019 | 40% Nakamura (Deluxe Edition)    | FR4 Diamant · (52 Wo.)FR | BEW30 (16 Wo.)BEW | — | — | Erstveröffentlichung: 22. November 2019 Verkäufe: + 333.333                                   |
| 2020 | Jolie nana Aya                   | FR1 Diamant · (34 Wo.)FR | BEW2 ×2Doppelplatin · (18 Wo.)BEW | DE— aDE | CH4 (21 Wo.)CH | Erstveröffentlichung: 17. Juli 2020 Verkäufe: + 373.333                                       |
| 2020 | Doudou Aya                       | FR6 Diamant · (20 Wo.)FR | BEW40 (1 Wo.)BEW | — | CH61 (2 Wo.)CH | Erstveröffentlichung: 9. Oktober 2020 Verkäufe: + 333.333                                     |
| 2020 | Plus jamais Aya                  | FR1 Diamant · (30 Wo.)FR | BEW36 (6 Wo.)BEW | — | CH24 (5 Wo.)CH | Erstveröffentlichung: 20. November 2020 Verkäufe: + 333.333; feat. Stormzy                    |
| 2021 | Fly Aya                          | FR8 Platin · (9 Wo.)FR | — | — | — | Erstveröffentlichung: 19. März 2021 Verkäufe: + 200.000                                       |
| 2021 | Bobo –                           | FR3 Diamant · (20 Wo.)FR | BEW23 (5 Wo.)BEW | — | CH16 (8 Wo.)CH | Erstveröffentlichung: 27. Mai 2021 Verkäufe: + 333.333                                        |
| 2022 | Dégaine –                        | FR1 Diamant · (35 Wo.)FR | BEW15 (15 Wo.)BEW | — | CH19 (10 Wo.)CH | Erstveröffentlichung: 10. März 2022 Verkäufe: + 333.333; feat. Damso                          |
| 2022 | Méchante –                       | FR27 (5 Wo.)FR | — | — | — | Erstveröffentlichung: 16. Juni 2022                                                           |
| 2022 | VIP –                            | FR39 Gold · (9 Wo.)FR | — | — | — | Erstveröffentlichung: 21. September 2022 Verkäufe: + 100.000                                  |
| 2022 | SMS DNK                          | FR16 Gold · (13 Wo.)FR | — | — | — | Erstveröffentlichung: 1. Dezember 2022 Verkäufe: + 100.000                                    |
| 2023 | Baby DNK                         | FR2 Diamant · (38 Wo.)FR | BEW8 (12 Wo.)BEW | — | CH22 (8 Wo.)CH | Erstveröffentlichung: 12. Januar 2023 Verkäufe: + 333.333                                     |
| 2024 | Hypé –                           | FR2 Diamant · (31 Wo.)FR | BEW— GoldBEW | — | CH50 (2 Wo.)CH | Erstveröffentlichung: 26. Januar 2024 Verkäufe: + 343.333; Remix feat. Ayra Starr             |
| 2024 | Doggy –                          | FR19 Gold · (13 Wo.)FR | — | — | — | Erstveröffentlichung: 29. März 2024 Verkäufe: + 100.000                                       |
| 2024 | 42 –                             | FR26 Platin · (19 Wo.)FR | — | — | — | Erstveröffentlichung: 19. Juni 2024 Verkäufe: + 200.000                                       |
| 2025 | Chimiyé –                        | FR53 (10 Wo.)FR | — | — | — | Erstveröffentlichung: 20. Februar 2025                                                        |
| 2025 | Baddies –                        | FR7 Gold · (… Wo.)FR | BEW42 (2 Wo.)BEW | — | CH81 (1 Wo.)CH | Erstveröffentlichung: 15. Mai 2025 Verkäufe: + 100.000; mit Joé Dwèt Filé                     |
| Folgende Lieder erschienen nicht als Single, wurden aber durch das Album zum Download und Streaming bereitgestellt und konnten somit eine Platzierung erlangen: |                                  | | | | |                                                                                               |
| |                                  | | | | |                                                                                               |
| 2017 | Fuego Journal intime             | FR119 Gold · (4 Wo.)FR | — | — | — | Charteinstieg: 1. September 2017 Verkäufe: + 100.000; feat. Dadju                             |
| 2017 | Problèmes Journal intime         | FR135 Gold · (2 Wo.)FR | — | — | — | Charteinstieg: 1. September 2017 Verkäufe: + 100.000; feat. MHD                               |
| 2017 | Karma Journal intime             | FR162 (1 Wo.)FR | — | — | — | Charteinstieg: 1. September 2017                                                              |
| 2018 | Cadeau Game Over (Kompilation)   | FR171 (2 Wo.)FR | — | — | — | Charteinstieg: 28. April 2018 mit Naza                                                        |
| 2018 | Sucette Nakamura                 | FR4 Diamant · (56 Wo.)FR | — | — | — | Charteinstieg: 9. November 2018 Verkäufe: + 333.333; feat. Niska                              |
| 2018 | Oula Nakamura                    | FR6 Platin · (16 Wo.)FR | — | — | — | Charteinstieg: 9. November 2018 Verkäufe: + 200.000                                           |
| 2018 | Pompom Nakamura                  | FR8 Platin · (12 Wo.)FR | — | — | — | Charteinstieg: 9. November 2018 Verkäufe: + 200.000                                           |
| 2018 | Ça fait mal Nakamura             | FR13 Gold · (11 Wo.)FR | — | — | — | Charteinstieg: 9. November 2018 Verkäufe: + 100.000                                           |
| 2018 | Whine Up Nakamura                | FR15 Gold · (10 Wo.)FR | — | — | — | Charteinstieg: 9. November 2018 Verkäufe: + 100.000                                           |
| 2018 | Gangster Nakamura                | FR18 Gold · (5 Wo.)FR | — | — | — | Charteinstieg: 9. November 2018 Verkäufe: + 100.000                                           |
| 2018 | Faya Nakamura                    | FR21 Gold · (5 Wo.)FR | — | — | — | Charteinstieg: 9. November 2018 Verkäufe: + 100.000                                           |
| 2018 | Gang Nakamura                    | FR35 Gold · (5 Wo.)FR | — | — | — | Charteinstieg: 9. November 2018 Verkäufe: + 100.000; feat. Davido                             |
| 2018 | Dans ma bulle Nakamura           | FR40 (3 Wo.)FR | — | — | — | Charteinstieg: 9. November 2018                                                               |
| 2019 | Idiot Nakamura (Deluxe Edition)  | FR64 Gold · (6 Wo.)FR | — | — | — | Charteinstieg: 1. November 2019 Verkäufe: + 100.000                                           |
| 2019 | Monaco Nakamura (Deluxe Edition) | FR195 (1 Wo.)FR | — | — | — | Charteinstieg: 16. November 2019 feat. Niska                                                  |
| 2020 | Tchop Aya                        | FR7 (5 Wo.)FR | — | — | CH62 (1 Wo.)CH | Charteinstieg: 20. November 2020                                                              |
| 2020 | Préféré Aya                      | FR4 Platin · (15 Wo.)FR | — | — | — | Charteinstieg: 20. November 2020 feat. Oboy                                                   |
| 2020 | Sentiments grandissants Aya      | FR9 (5 Wo.)FR | — | — | — | Charteinstieg: 20. November 2020                                                              |
| 2020 | Love de moi Aya                  | FR13 (4 Wo.)FR | — | — | — | Charteinstieg: 20. November 2020                                                              |
| 2020 | Biff Aya                         | FR14 (4 Wo.)FR | — | — | — | Charteinstieg: 20. November 2020                                                              |
| 2020 | Nirvana Aya                      | FR17 Gold · (5 Wo.)FR | — | — | — | Charteinstieg: 20. November 2020                                                              |
| 2020 | Ça blesse Aya                    | FR18 (3 Wo.)FR | — | — | — | Charteinstieg: 20. November 2020                                                              |
| 2020 | Hot Aya                          | FR19 Gold · (5 Wo.)FR | — | — | — | Charteinstieg: 20. November 2020 Verkäufe: + 100.000                                          |
| 2020 | La machine Aya                   | FR21 Platin · (31 Wo.)FR | — | — | — | Charteinstieg: 20. November 2020 Verkäufe: + 200.000                                          |
| 2020 | Mon chéri Aya                    | FR27 (2 Wo.)FR | — | — | — | Charteinstieg: 20. November 2020                                                              |
| 2020 | Mon lossa Aya                    | FR28 (2 Wo.)FR | — | — | — | Charteinstieg: 20. November 2020 feat. Ms Banks                                               |
| 2021 | Ailleurs Rec. 118 - 20/21        | FR124 (1 Wo.)FR | — | — | — | Charteinstieg: 8. Januar 2021                                                                 |
| 2023 | Cadeau DNK                       | FR4 Platin · (15 Wo.)FR | BEW47 (1 Wo.)BEW | — | CH60 (1 Wo.)CH | Charteinstieg: 3. Februar 2023 Verkäufe: + 200.000; feat. Tiakola                             |
| 2023 | Daddy DNK                        | FR6 Gold · (11 Wo.)FR | — | — | CH99 (1 Wo.)CH | Charteinstieg: 3. Februar 2023 Verkäufe: + 100.000; feat. SDM                                 |
| 2023 | Chacun DNK                       | FR25 (3 Wo.)FR | — | — | — | Charteinstieg: 3. Februar 2023 feat. Kim                                                      |
| 2023 | Corazon DNK                      | FR27 (2 Wo.)FR | — | — | — | Charteinstieg: 3. Februar 2023                                                                |
| 2023 | Tous les jours DNK               | FR37 Gold · (2 Wo.)FR | — | — | — | Charteinstieg: 3. Februar 2023 Verkäufe: + 100.000                                            |
| 2023 | T’as peur DNK                    | FR38 (3 Wo.)FR | — | — | — | Charteinstieg: 3. Februar 2023 feat. Myke Towers                                              |
| 2023 | Beleck DNK                       | FR39 (2 Wo.)FR | — | — | — | Charteinstieg: 3. Februar 2023                                                                |
| 2023 | Coller DNK                       | FR51 (2 Wo.)FR | — | — | — | Charteinstieg: 3. Februar 2023                                                                |
| 2023 | Haut niveau DNK                  | FR56 (2 Wo.)FR | — | — | — | Charteinstieg: 3. Februar 2023                                                                |
| 2023 | Le goût DNK                      | FR59 (2 Wo.)FR | — | — | — | Charteinstieg: 3. Februar 2023                                                                |
| 2023 | Bloqué DNK                       | FR80 (1 Wo.)FR | — | — | — | Charteinstieg: 3. Februar 2023                                                                |
| 2023 | Fin DNK                          | FR106 (1 Wo.)FR | — | — | — | Charteinstieg: 3. Februar 2023                                                                |
| 2023 | J’ai mal (Pt. 2) Journal intime  | FR18 Platin · (4 Wo.)FR | — | — | — | Charteinstieg: 3. Februar 2023 Verkäufe: + 200.000                                            |
| 2023 | Bisous DNK (Bonus Track Edition) | FR62 (3 Wo.)FR | — | — | — | Charteinstieg: 25. August 2023                                                                |
| 2023 | Chérie DNK (Bonus Track Edition) | FR23 Gold · (15 Wo.)FR | — | — | — | Charteinstieg: 25. August 2023 Verkäufe: + 100.000                                            |
| 2023 | Soirée parisienne Journal intime | FR191 Gold · (1 Wo.)FR | — | — | — | Charteinstieg: 25. März 2024 Verkäufe: + 100.000; feat. Jizo Djohn.P                          |

### Als Gastmusikerin
| Jahr | Titel Album                    | Höchstplatzierung, Gesamtwochen, AuszeichnungChartplatzierungen (Jahr, Titel, Album, Platzierungen, Wochen, Auszeichnungen, Anmerkungen) | Höchstplatzierung, Gesamtwochen, AuszeichnungChartplatzierungen (Jahr, Titel, Album, Platzierungen, Wochen, Auszeichnungen, Anmerkungen) | Höchstplatzierung, Gesamtwochen, AuszeichnungChartplatzierungen (Jahr, Titel, Album, Platzierungen, Wochen, Auszeichnungen, Anmerkungen) | Höchstplatzierung, Gesamtwochen, AuszeichnungChartplatzierungen (Jahr, Titel, Album, Platzierungen, Wochen, Auszeichnungen, Anmerkungen) | Anmerkungen                                                                                        |
| Jahr | Titel Album                    | FR | BEW | DE | CH | Anmerkungen                                                                                        |
| --- | ------------------------------ | --- | --- | --- | --- | -------------------------------------------------------------------------------------------------- |
| 2015 | Love d’un voyou Ange et démon  | FR9 (14 Wo.)FR | — | — | — | Erstveröffentlichung: 18. September 2015 Fababy feat. Aya Nakamura                                 |
| 2016 | Sorry Debeinguerie             | FR188 (1 Wo.)FR | — | — | — | Erstveröffentlichung: 6. Januar 2016 Abou Debeing feat. Aya Nakamura                               |
| 2017 | Bad Boy Tokooos                | FR69 Platin · (18 Wo.)FR | — | — | — | Erstveröffentlichung: 16. Juni 2017 Verkäufe: + 200.000; Fally Ipupa feat. Aya Nakamura            |
| 2018 | Porquoi tu forces –            | FR32 (12 Wo.)FR | — | — | — | Erstveröffentlichung: 9. Mai 2018 DJ Erise feat. Aya Nakamura                                      |
| 2019 | Dale × Love Therapy Paradise   | FR13 Platin · (5 Wo.)FR | — | — | — | Erstveröffentlichung: 10. Mai 2019 Verkäufe: + 200.000; Hamza feat. Aya Nakamura                   |
| 2019 | Je m’en tape Omega             | FR65 Gold · (22 Wo.)FR | — | — | — | Erstveröffentlichung: 14. Juni 2019 Verkäufe: + 100.000; Oboy feat. Aya Nakamura & Dopebwoy        |
| 2019 | Follow Back Mainmise           | FR108 Gold · (14 Wo.)FR | — | — | — | Erstveröffentlichung: 16. Oktober 2019 Verkäufe: + 100.000; Dabs feat. Aya Nakamura                |
| 2021 | C’est Cuit Music is the weapon | FR72 Gold · (14 Wo.)FR | — | — | — | Erstveröffentlichung: 26. März 2021 Verkäufe: + 100.000; Major Lazer feat. Aya Nakamura & Swae Lee |
| 2021 | Panama Plaza (Deluxe Edition)  | — | — | — | — | Erstveröffentlichung: 18. Juni 2021 Verkäufe: + 35.000; Capo Plaza feat. Aya Nakamura              |
| 2024 | Avec classe –                  | FR20 Diamant · (38 Wo.)FR | BEW31 (4 Wo.)BEW | — | — | Erstveröffentlichung: 2. Februar 2024 Verkäufe: + 333.333; Corneille feat. Aya Nakamura & Trinix   |
| 2024 | Si si –                        | FR87 (1 Wo.)FR | — | — | — | Erstveröffentlichung: 14. Juni 2024 Sativamusic feat. Morad, Aya Nakamura & DJ Leska               |
| Folgende Lieder erschienen nicht als Single, wurden aber durch das Album zum Download und Streaming bereitgestellt und konnten somit eine Platzierung erlangen: |                                | | | | | |
| |                                | | | | | |
| 2017 | Moi je vérifie Incroyable      | FR185 (1 Wo.)FR | — | — | — | Charteinstieg: 7. Oktober 2017 Naza feat. Dadju & Aya Nakamura                                     |
| 2021 | Sans moi Vibe                  | FR41 Gold · (14 Wo.)FR | — | — | — | Charteinstieg: 10. Juli 2021 Verkäufe: + 100.000; Franglish feat. Aya Nakamura                     |
| 2022 | Contvct LMDB                   | FR32 Gold · (7 Wo.)FR | — | — | — | Charteinstieg: 8. Oktober 2022 Verkäufe: + 100.000; RSKO feat. Aya Nakamura                        |
| 2023 | Djo Mood3 (Glish)              | FR18 (4 Wo.)FR | — | — | — | Charteinstieg: 3. Juni 2023 Franglish feat. Aya Nakamura & Hamza                                   |
| 2024 | Chaleur Pyramide               | FR19 Gold · (10 Wo.)FR | — | — | — | Werenoi feat. Aya Nakamura Verkäufe: + 100.000                                                     |

## Statistik

### Chartauswertung
|                     | FR    | BEW     | DE    | CH    |
| ------------------- | ----- | ------- | ----- | ----- |
| Nummer-eins-Alben   | FR1FR | BEW—BEW | DE—DE | CH—CH |
| Top-10-Alben        | FR4FR | BEW3BEW | DE—DE | CH2CH |
| Alben in den Charts | FR4FR | BEW4BEW | DE—DE | CH3CH |

|                       | FR     | BEW      | DE    | CH     |
| --------------------- | ------ | -------- | ----- | ------ |
| Nummer-eins-Singles   | FR5FR  | BEW—BEW  | DE—DE | CH—CH  |
| Top-10-Singles        | FR24FR | BEW4BEW  | DE—DE | CH1CH  |
| Singles in den Charts | FR84FR | BEW15BEW | DE1DE | CH15CH |

### Auszeichnungen für Musikverkäufe
| Silberne Schallplatte - Vereinigtes Königreich - 2021: für die Single Djadja Goldene Schallplatte - Dänemark - 2021: für die Single Djadja - 2022: für das Album Nakamura - Frankreich - 2020: für das Lied Le passé - 2023: für das Lied Brisé - Italien - 2021: für die Single Panama - 2021: für die Single Copines - 2022: für das Album Nakamura - Kanada - 2023: für das Album Nakamura - Österreich - 2020: für die Single Djadja - Polen - 2022: für die Single Djadja - Portugal - 2021: für die Single Copines - Spanien - 2024: für die Single Copines | Platin-Schallplatte - Kanada - 2023: für die Single Copines - 2024: für die Single Pookie - Polen - 2024: für die Single Copines - Portugal - 2019: für die Single Djadja - Spanien - 2024: für das Lied T’as peur 2× Platin-Schallplatte - Italien - 2021: für die Single Djadja - Kanada - 2023: für die Single Djadja - Niederlande - 2018: für die Single Djadja 3× Platin-Schallplatte - Italien - 2021: für die Single Pookie 4× Platin-Schallplatte - Spanien - 2020: für die Single Djadja |

Anmerkung: Auszeichnungen in Ländern aus den Charttabellen bzw. Chartboxen sind in ebendiesen zu finden.
| Land/RegionAuszeichnungen für Musikverkäufe (Land/Region, Auszeichnungen, Verkäufe, Quellen) | Silber  | Gold       | Platin       | Diamant       | Verkäufe   | Quellen             |
| -------------------------------------------------------------------------------------------- | ------- | ---------- | ------------ | ------------- | ---------- | ------------------- |
| Belgien (BRMA)                                                                               | —       | 2× Gold2   | 10× Platin10 | —             | 330.000    | ultratop.be         |
| Dänemark (IFPI)                                                                              | —       | 2× Gold2   | —            | —             | 55.000     | ifpi.dk             |
| Deutschland (BVMI)                                                                           | —       | Gold1      | —            | —             | 200.000    | musikindustrie.de   |
| Frankreich (SNEP)                                                                            | —       | 27× Gold27 | 15× Platin15 | 16× Diamant16 | 10.799.995 | snepmusique.com     |
| Italien (FIMI)                                                                               | —       | 3× Gold3   | 5× Platin5   | —             | 445.000    | fimi.it             |
| Kanada (MC)                                                                                  | —       | Gold1      | 4× Platin4   | —             | 360.000    | musiccanada.com     |
| Niederlande (NVPI)                                                                           | —       | —          | 2× Platin2   | —             | 80.000     | nvpi.nl             |
| Österreich (IFPI)                                                                            | —       | Gold1      | —            | —             | 15.000     | ifpi.at             |
| Polen (ZPAV)                                                                                 | —       | Gold1      | Platin1      | —             | 75.000     | olis.pl             |
| Portugal (AFP)                                                                               | —       | Gold1      | Platin1      | —             | 15.000     | Einzelnachweise     |
| Schweiz (IFPI)                                                                               | —       | Gold1      | —            | —             | 10.000     | hitparade.ch        |
| Spanien (Promusicae)                                                                         | —       | Gold1      | 5× Platin5   | —             | 260.000    | elportaldemusica.es |
| Vereinigtes Königreich (BPI)                                                                 | Silber1 | —          | —            | —             | 200.000    | bpi.co.uk           |
| Insgesamt                                                                                    | Silber1 | 41× Gold41 | 43× Platin43 | 16× Diamant16 |            |                     |